# Acanthogymnomyces
Acanthogymnomyces — рід грибів. Назва вперше опублікована 2000 року.

## Класифікація
До роду Acanthogymnomyces відносять 2 види:
- Acanthogymnomyces princeps
- Acanthogymnomyces terrestris